# جاناتان بریس جانسون
جاناتان بریس جانسون (انگلیسی: Brice Johnson؛ زادهٔ ۲۷ ژوئن ۱۹۹۴) بازیکن بسکتبال اهل ایالات متحده آمریکا است.